# Comuna de Fałków
Fałków (polaco: Gmina Fałków) é uma gminy (comuna) na Polónia, na voivodia de Santa Cruz e no condado de Konecki. A sede do condado é a cidade de Fałków.
De acordo com os censos de 2004, a comuna tem 4780 habitantes, com uma densidade 36,2 hab/km².

## Área
Estende-se por uma área de 132,1 km², incluindo:
- área agricola: 52%
- área florestal: 40%

## Demografia
Dados de 30 de Junho 2004:
|                      | Total   | Total | Mulheres | Mulheres | Homens  | Homens |
| -------------------- | ------- | ----- | -------- | -------- | ------- | ------ |
|                      | pessoas | %     | pessoas  | %        | pessoas | %      |
| População            | 4780    | 100   | 2382     | 49,8     | 2398    | 50,2   |
| Densidade (pop./km²) | 36,2    | 100   | 18       | 18       | 18,2    | 18,2   |

De acordo com dados de 2005, o rendimento médio per capita ascendia a 1680,16 zł.

## Subdivisões
- Pląskowice, Budy, Czermno, Czermno-Kolonia, Fałków, Gustawów, Olszamowice, Papiernia, Skórnice, Smyków, Stanisławów, Starzechowice, Studzieniec, Sulborowice, Sułków, Turowice, Wąsosz, Wola Szkucka, Zbójno.

## Comunas vizinhas
- Przedbórz, Ruda Maleniecka, Słupia (Konecka), Żarnów